# Dimitri Szarzewski

a Compétitions nationales et continentales officielles uniquement.

b Matchs officiels uniquement.
Dernière mise à jour le 25 août 2020.
Dimitri Szarzewski, né le 26 janvier 1983 à Narbonne (Aude), est un joueur international français de rugby à XV. Il évolue au poste de talonneur au Stade français puis au Racing 92 après avoir été formé à AS Béziers. Il est apprécié pour sa vitesse et ses appuis qui sont des qualités extrêmement rares pour un talonneur.

## Biographie
Dimitri Szarzewski a des origines polonaises par ses grands-parents, ces derniers ayant immigré en France en 1930, à Houdain dans le Pas-de-Calais, pour travailler dans les mines de charbon.
Il est formé à Cuxac-d'Aude puis à l'AS Béziers où il débute dans l'élite du rugby français et participe notamment à la Coupe d'Europe 2002-2003. Sélectionné à plusieurs reprises dans les équipes de France de jeunes, il est vice-champion du monde des moins de 19 ans en 2002 et participe au Championnat du monde des moins de 21 ans en 2003. En 2004, Bernard Laporte le choisit pour la tournée d'été en Amérique du Nord et il fait sa première apparition avec l'équipe de France le 10 juillet 2004 contre l'équipe du Canada en tant que remplaçant de William Servat (victoire 47-13).

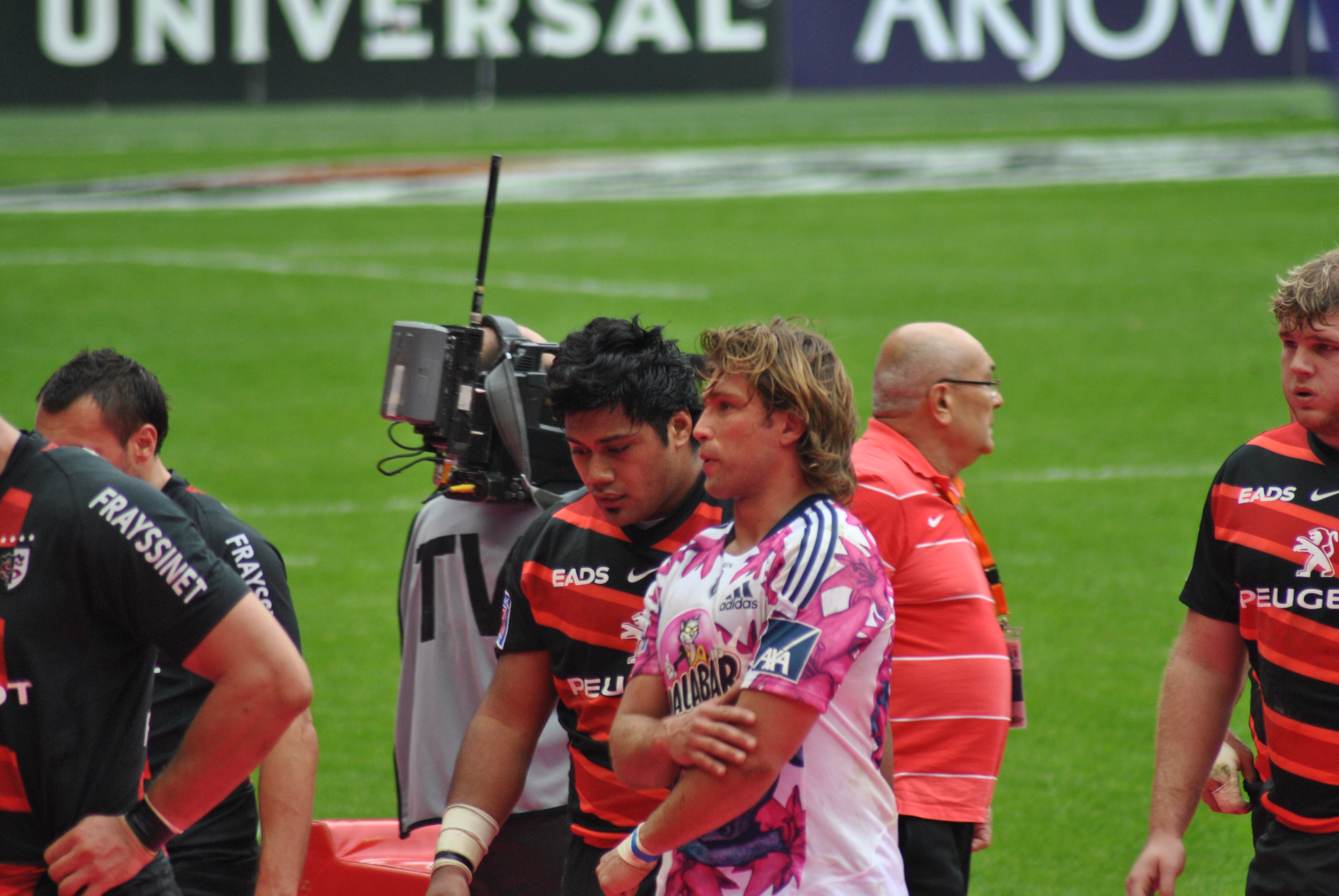
Dimitri Szarzewski avec le Stade français Paris en 2012.

Titularisé pour la première fois en équipe nationale lors de la tournée d'été 2005 face l'Australie, il refuse de reprendre la saison avec son club de Béziers, récemment rétrogradé en Pro D2. Il désire être transféré au Stade français Paris afin de pouvoir évoluer dans le Top 14 et obtient satisfaction peu après le début de la saison. En concurrence avec Mathieu Blin et Benjamin Kayser, il parvient quand même à jouer plus de la moitié des matchs du club en championnat et en coupe d'Europe et est régulièrement sélectionné en équipe de France.
Il se blesse à l'épaule lors des test matchs de novembre 2006 mais continue de jouer jusqu'au match Italie-France du Tournoi des six nations 2007 où il se fait une sub-luxation dès son entrée en jeu. Il est opéré et indisponible pour le reste de la saison, mais la blessure de Mathieu Blin en demi-finale du championnat contre le Biarritz olympique précipite son retour : il joue les vingt dernières minutes de la finale contre Clermont et devient Champion de France. Quelques jours plus tard, il est appelé par Bernard Laporte pour disputer la Coupe du monde où il sera la doublure de Raphaël Ibañez.

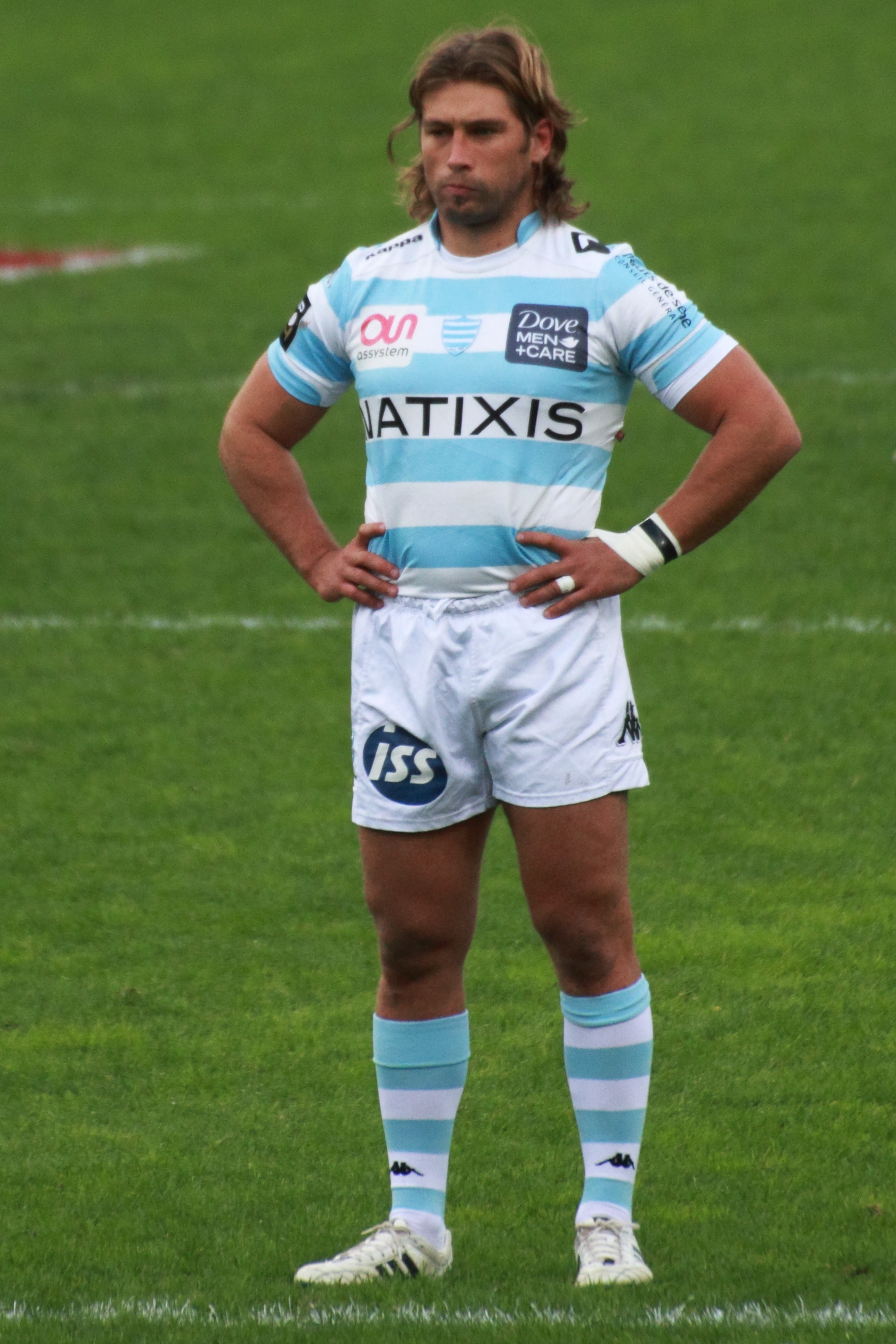
Dimitri Szarzewski avec le maillot du Racing Métro 92 en 2012.

En 2008, Szarzewski devient le titulaire de l'équipe de France au poste de talonneur et prolonge son contrat avec le Stade français jusqu'en 2012. Depuis la tournée d'été 2009 en Nouvelle-Zélande et en Australie, il a le statut de remplaçant de William Servat en équipe nationale. Il remporte le grand chelem en 2010 et est vice champion du Monde en 2011.
En 2012, il quitte le Stade français pour rejoindre l'autre grand club francilien, le Racing Métro 92.
Durant les quatre années de l'ère Saint-André, il est en concurrence avec Benjamin Kayser et Guilhem Guirado pour le statut de titulaire. En 2015, il dispute sa troisième coupe du monde. Troisième dans la hiérarchie des talonneurs, il est titularisé et capitaine pour le premier match de préparation face à l'Angleterre puis, de nouveau, pour le match de poule face à la Roumanie. Il dispute son dernier match international en remplaçant Guilhem Guirado lors du quart-de-finale face à la Nouvelle-Zélande.

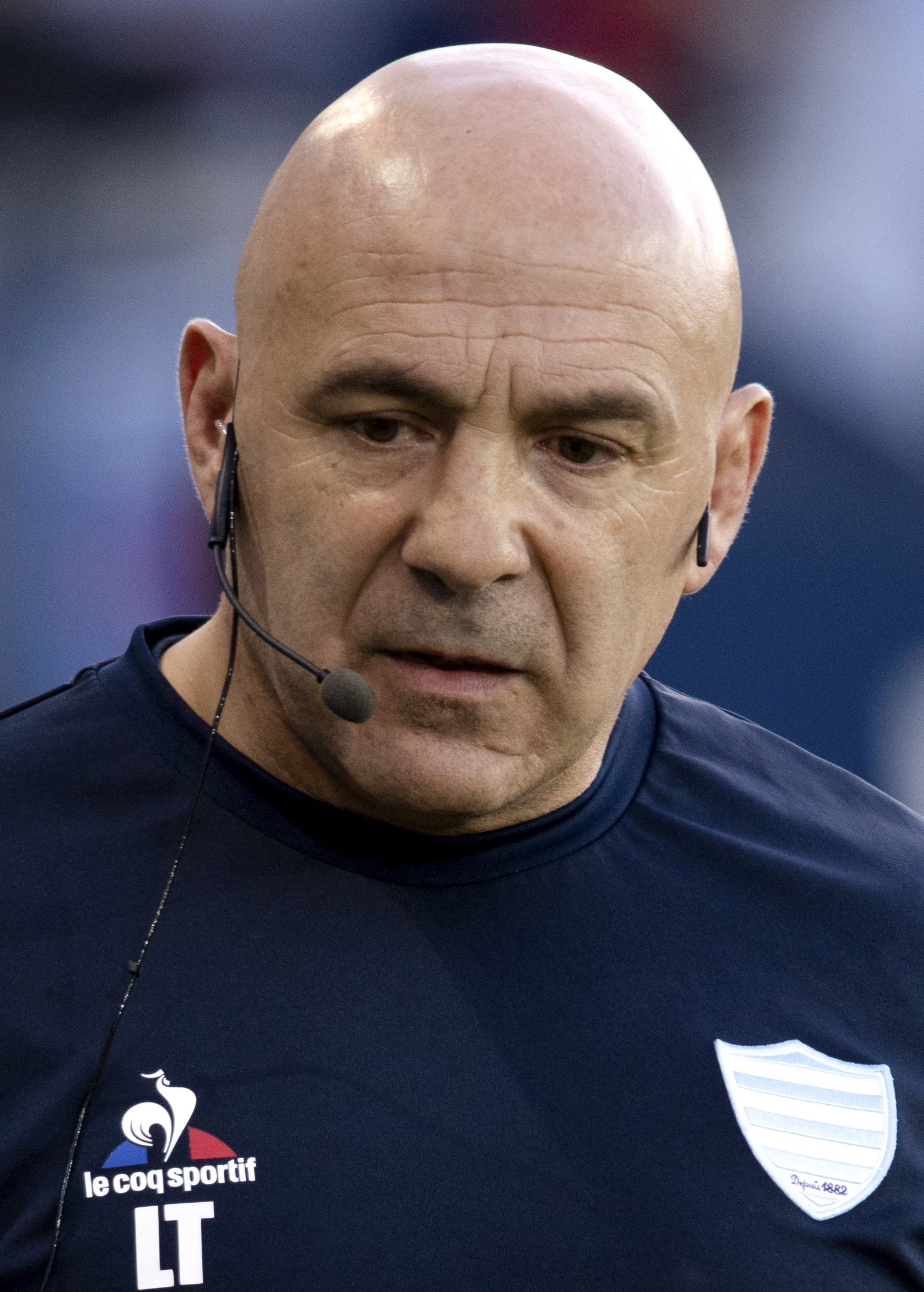
Laurent Travers, ici en 2019, est l'entraîneur de Dimitri Szarzewski de 2013 à 2019, avant de le nommer entraîneur de la défense en 2020.

En 2016, il est titulaire et capitaine du Racing 92 en finale du championnat de France au Camp Nou de Barcelone. Il remporte alors son second Bouclier de Brennus.
Le 29 mai 2019, il annonce qu'il met un terme à sa carrière de joueur à l'issue de la saison 2018-2019.

### Carrière d'entraineur
En parallèle de sa dernière saison, il est entraîneur de l'équipe Cadets du Racing 92, dans laquelle évolue son fils. Lors de la saison 2019-2020, il est entraîneur des espoirs du club et s'inscrit à la formation de manager général de club sportif dispensée par le Centre de droit et d'économie du sport de Limoges. En 2020, il est nommé entraîneur de la défense dans l'encadrement de l'équipe professionnelle

## Palmarès

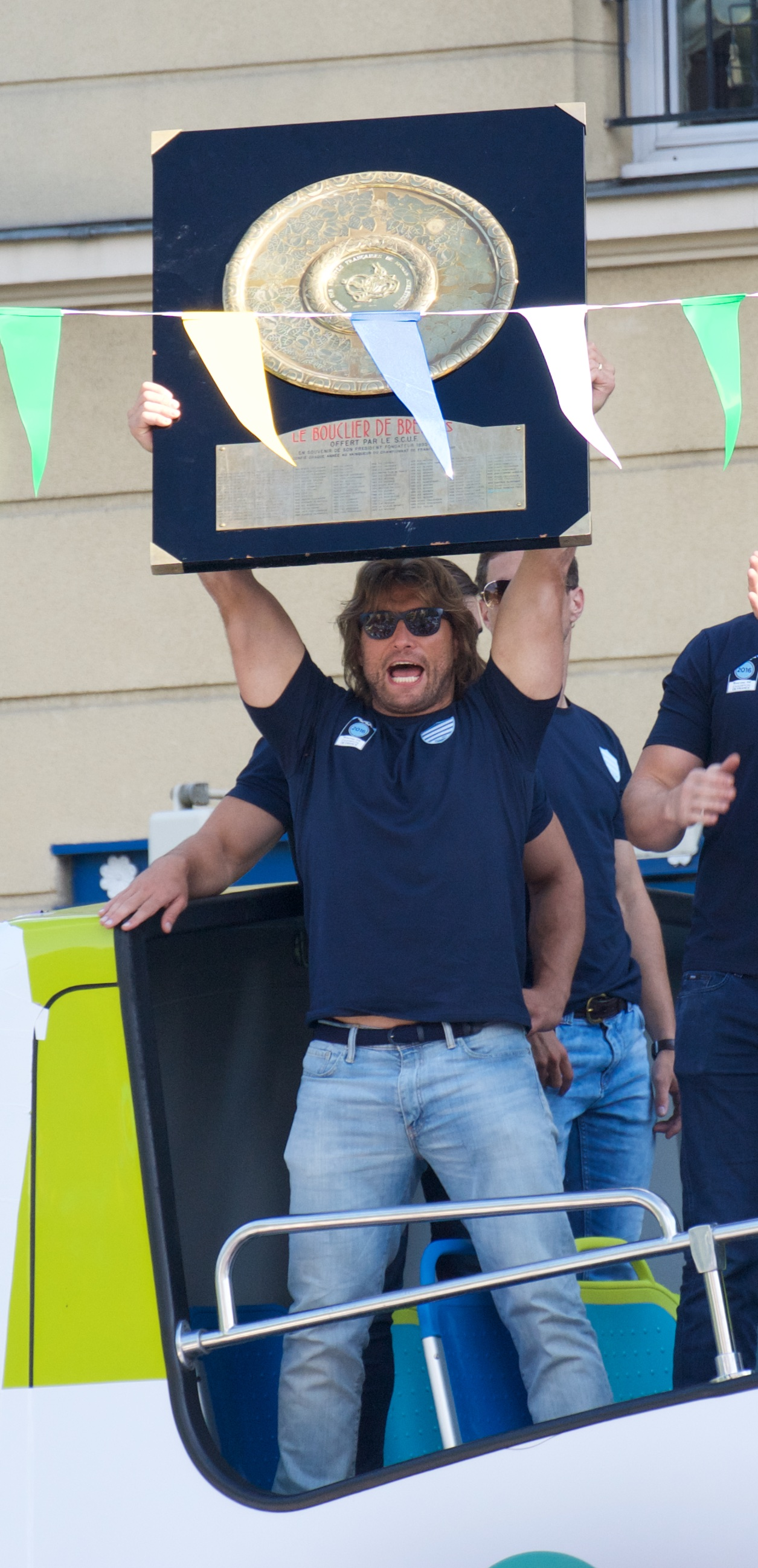
Dimitri Szarzewski présente le bouclier de Brennus au Plessis-Robinson le 28 juin 2016

### En club
- Champion de France (2) :
  - 2007 avec le Stade français (blessé en février, il réintègre l'effectif pour la finale où il supplée Benjamin Kayser à la 58e minute)
  - 2016 avec le Racing 92 (titulaire et capitaine)
- Finaliste de la Coupe d'Europe :
  - 2016 (titulaire et capitaine) et 2018 (blessé) avec le Racing 92

### En équipe nationale
- Vainqueur du Tournoi des Six Nations : 2006, 2007, 2010.
- Vice-Champion du monde lors de la Coupe du monde 2011 en Nouvelle-Zélande.

## Statistiques en équipe nationale

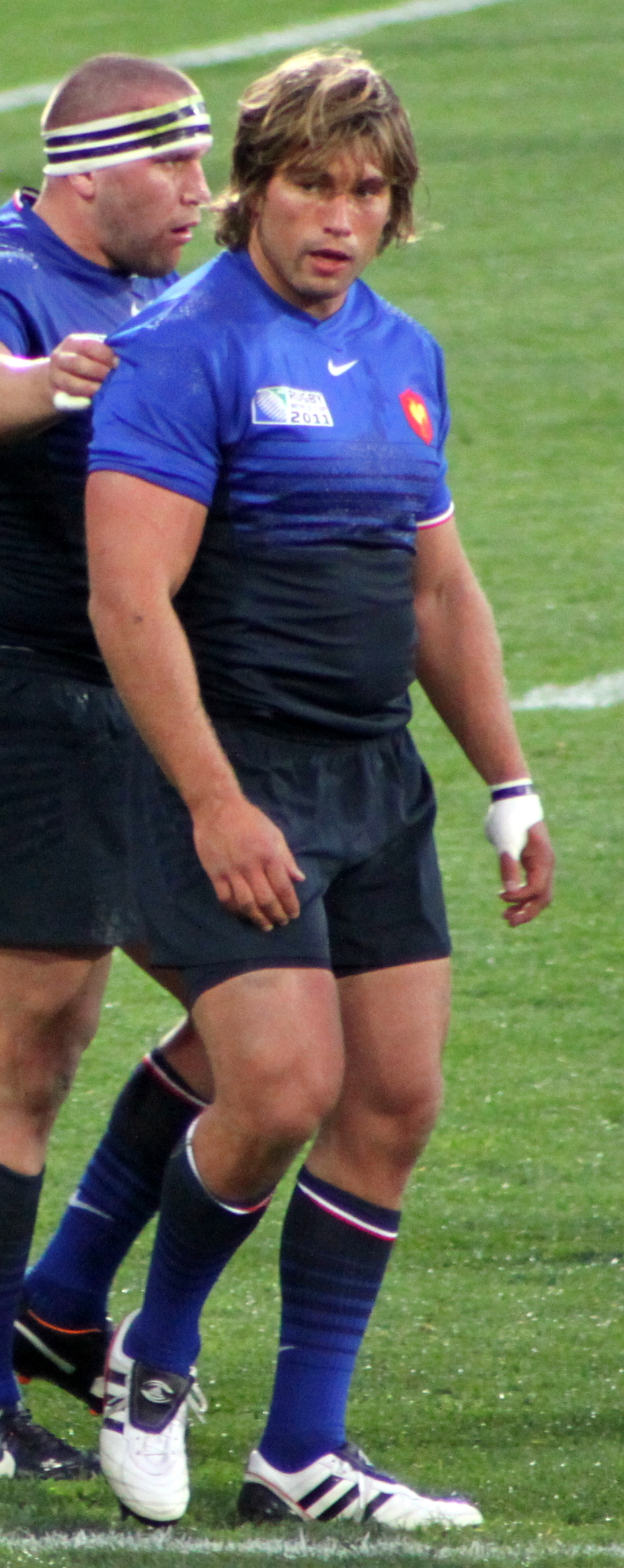
Dimitri Szarzewski lors de la Coupe du monde 2011 en Nouvelle-Zélande.

Dimitri Szarzewski compte 83 sélections avec l'équipe de France, depuis le 10 juillet 2004 à Toronto face au Canada. Il inscrit sept essais, pour un total de 35 points et a été capitaine à deux reprises.
Parmi ces sélections, il compte 32 sélections dans le Tournoi des Six Nations, inscrivant trois essais. Il participe à neuf éditions, en 2005, 2006, 2007, 2008, 2009, 2010, 2012, 2013, 2014.
Dimitri Szarzewski dispute trois éditions de la coupe du monde, en 2007 où il affronte l'Argentine, la Namibie, l'Irlande, la Géorgie, la Nouvelle-Zélande et l'Angleterre et en 2011, où il joue contre le Japon, la Nouvelle-Zélande, les Tonga, l'Angleterre, le pays de Galles et de nouveau la Nouvelle-Zélande. En  2015, il joue contre la Roumanie et la Nouvelle-Zélande.
Il compte également d'autres sélections avec des équipes françaises : deux avec équipe de France A, en 2004-2005 (Angleterre A, Italie A) où il inscrit un essai et est une fois capitaine ; l'équipe de France des -21 ans, avec laquelle il participe au Championnat du monde des moins de 21 ans 2003 en Angleterre et obtient quatre sélections (Italie, pays de Galles, Écosse, Angleterre) et inscrit un essai. Il joue également avec l'équipe de France des -19 ans avec laquelle il est vice-champion du monde en 2002, et l'équipe de France des -18 ans.
Il annonce l'arrêt de sa carrière internationale le 9 décembre 2015.
Il aura toujours peiné à conquérir un poste de titulaire pérenne en équipe Nationale, malgré les chances que lui ont donné les sélectionneurs successifs. Il s'incline devant le retour de Raphaël Ibañez en 2006 et 2007, du temps de Bernard Laporte. À la suite de la plénitude des moyens de William Servat et après la victoire face aux All Blacks en 2009, il est la doublure du Toulousain, alors que Marc Lièvremont en avait tout d'abord fait son titulaire. Titulaire au début de l'ère Saint-André, il est en concurrence avec Benjamin Kayser, puis l'explosion de Guilhem Guirado le renvoie à un statut de doublure.

### Tournoi des Six Nations
| Édition          | Rang | Résultats France | Résultats Szarzewski | Matchs Szarzewski |
| ---------------- | ---- | ---------------- | -------------------- | ----------------- |
| Six Nations 2005 | 2    | 4 v, 0 n, 1 d    | 1 v, 0 n, 0 d        | 1/5               |
| Six Nations 2006 | 1    | 4 v, 0 n, 1 d    | 2 v, 0 n, 1 d        | 3/5               |
| Six Nations 2007 | 1    | 4 v, 0 n, 1 d    | 1 v, 0 n, 0 d        | 1/5               |
| Six Nations 2008 | 3    | 4 v, 0 n, 1 d    | 4 v, 0 n, 1 d        | 5/5               |
| Six Nations 2009 | 3    | 3 v, 0 n, 2 d    | 3 v, 0 n, 2 d        | 5/5               |
| Six Nations 2010 | 1    | 5 v, 0 n, 0 d    | 5 v, 0 n, 0 d        | 5/5               |
| Six Nations 2012 | 4    | 2 v, 1 n, 2 d    | 2 v, 1 n, 2 d        | 5/5               |
| Six Nations 2013 | 6    | 1 v, 1 n, 3 d    | 0 v, 0 n, 3 d        | 3/5               |
| Six Nations 2014 | 4    | 3 v, 0 n, 2 d    | 2 v, 0 n, 2 d        | 4/5               |

Légende : v = victoire ; n = match nul ; d = défaite ; la ligne est en gras quand il y a Grand Chelem.

### Coupe du monde

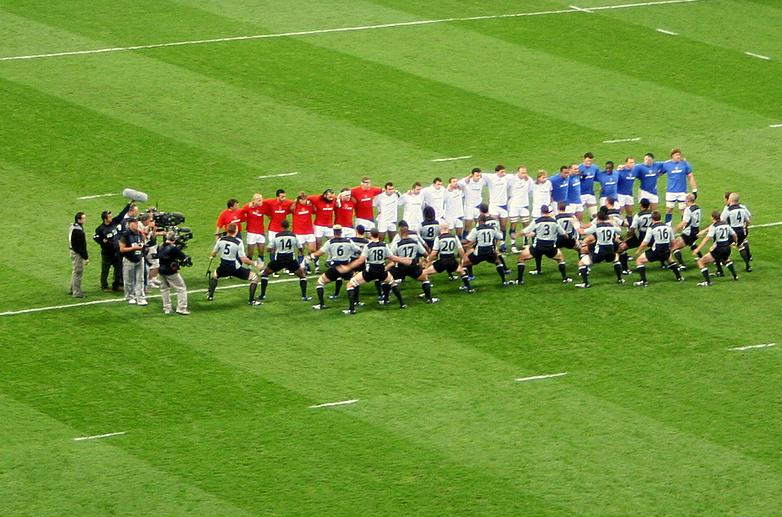
Quart-de-finale France - All Blacks en 2007.

| Édition               | Rang               | Résultats France | Résultats D.Szarzewski | Matchs D.Szarzewski |
| France 2007           | Quatrième          | 4 v, 0 n, 3 d    | 4 v, 0 n, 2 d          | 6/7                 |
| Nouvelle-Zélande 2011 | Finaliste          | 4 v, 0 n, 3 d    | 3 v, 0 n, 3 d          | 6/7                 |
| Angleterre 2015       | Quart de finaliste | 3 v, 0, 2 d      | 1 v, 0, 1 d            | 2/5                 |

Légende : v = victoire ; n = match nul ; d = défaite.

## Carrière d'entraîneur
| Saison      | Club      | Division | Poste                    | Classement                 | Coupe d'Europe             | Challenge européen |
| ----------- | --------- | -------- | ------------------------ | -------------------------- | -------------------------- | ------------------ |
| 2020 - 2021 | Racing 92 | Top 14   | Entraîneur de la défense | 3e, éliminé en demi-finale | Éliminé en quart-de-finale | -                  |
| 2021 - 2022 | Racing 92 | Top 14   | Entraîneur de la défense | 6e, éliminé en barrages    | Éliminé en demi-finale     | -                  |